# Цевімелін
Цевімелін (англ. Cevimeline), що випускається під торговою маркою «Евоксак» — синтетичний аналог природного алкалоїду мускарину з особливим агоністичним впливом на рецептори M1 та M3. Він використовується для лікування ксеростомії та синдрому Шегрена.

## Медичне використання
Цевімелін використовується для лікування ксеростомії та синдрому Шегрена. Препарат збільшує вироблення слини.

## Побічні ефекти
Відомими побічними ефектами препарату є нудота, блювання, діарея, надмірне потовиділення, висип, головний біль, нежить, кашель, сонливість, припливи крові, погіршення зору та проблеми зі сном.
Протипоказаннями до застосування цевімеліну є бронхіальна астма та закритокутова глаукома.

## Механізм дії
Цевімелін є агоністом мускаринових ацетилхолінових рецепторів. Препарат має більш виражений вплив на рецептори M1 та M3. Активуючи рецептори M3 парасимпатичної нервової системи, цевімелін стимулює секрецію слинних залоз, що зменшує сухість у роті.